# CR Водолея
CR Водолея (лат. CR Aquarii) — двойная затменная переменная звезда типа Беты Лиры (EB) в созвездии Водолея на расстоянии приблизительно 1988 световых лет (около 609 парсеков) от Солнца. Видимая звёздная величина звезды — от +14,2m до +13,2m. Орбитальный период — около 0,5145 суток (12,348 часов).

## Характеристики
Первый компонент — жёлтая звезда спектрального класса G. Эффективная температура — около 5192 К.